# Radar de contrôle aérien
Pour les articles homonymes, voir radar (homonymie).
Les radars de contrôle aérien sont des radars utilisés par le contrôle aérien pour repérer, suivre et guider les aéronefs dans l'espace de vol en route ou autour d'un aérodrome. Les radars primaires ont progressivement été complétés ou remplacés par des radars secondaires (utilisant des transpondeurs à bord de l'avion).

## Les radars primaires

Principe du sondage radar

Ces radars utilisent le principe de l'écho. Ils émettent des impulsions d'ondes électromagnétiques et détectent le retour de ces impulsions après leur réflexion sur les cibles. La différence de temps entre l'émission et la réception détermine la distance de la cible par rapport à l'antenne. La position de l'antenne lors de la réception de l'écho, ainsi qu'un calcul correcteur (l'antenne tourne continuellement), détermine l'azimut de la cible.
Certains ne sont pas capables de détecter l'altitude des cibles, comme les radars en route, car ils utilisent un faisceau à large ouverture verticale pour la détection générale. Mais ce n'est pas le cas des radars à balayage conique, à faisceaux multiples, radar de site, et d'approche de précision qui peuvent trouver l'élévation des aéronefs au-dessus de l'horizon.
La puissance des impulsions émises est un des facteurs déterminant le rayon maximum de détection du radar (couverture). L'introduction de la technique de compression d'impulsions a permis de réduire la puissance instantanée des impulsions émises, ce qui nécessite des équipements moins coûteux.
Parmi les types de radars primaires, il existe tout d'abord les radars primaires d'approche, implantés dans les aéroports. Ils ont pour but de détecter tous les aéronefs s'approchant d'un aéroport, notamment ceux qui ne seraient pas équipés de transpondeurs qui ne seraient donc pas détectables par un radar secondaire. Les radars en route, chargés de détecter les avions en transit au-dessus d'un territoire sont moins utilisés maintenant car ils sont de gros consommateurs de puissance et lourds à mettre en œuvre. Ils ont été supplantés pour la surveillance par les radars secondaires, beaucoup plus efficaces pour les cibles qui coopèrent et s'identifient. Cependant, les radars en route sont encore nécessaires pour les avions non identifiés.
Enfin, les radars de sol, chargés de fournir au contrôleur aérien une image de tous les véhicules, avions ou voitures, circulant sur le tarmac d'un aéroport, afin de pouvoir assurer une bonne circulation sur celui-ci, surtout en cas de visibilité réduite.

## Les radars secondaires
Ces radars utilisent le principe de dialogue et non de l’écho localisation. Les radars secondaires émettent des suites d'impulsions d'ondes électromagnétiques représentant des messages d'interrogation. Les transpondeurs à bord des avions détectent ces interrogations, les décodent, et émettent à leur tour des suites d'impulsions d'ondes électromagnétiques représentant les réponses à chaque interrogation reçue. Le radar détermine l'azimut de l'avion par l'angle de réception et la distance de l'appareil par le temps de retour du message.
L'énergie électromagnétique variant inversement au carré de la distance au radar (1/{\displaystyle \scriptstyle R^{2}}), la puissance reçue par un radar primaire dépend donc de la perte lors du trajet radar-cible, puis de la partie réfléchie qui parcourt le trajet inverse, ce qui donne selon l'équation du radar un signal diminué par 1/{\displaystyle \scriptstyle R^{4}}. Pour le radar secondaire, seule la partie aller est nécessaire, car le signal de retour est envoyé par l'avion lui-même. Ces radars n'ont donc qu'à tenir compte d'une perte de 1/{\displaystyle \scriptstyle R^{2}} et nécessite beaucoup moins d'énergie à l'utilisation pour une même portée utile.

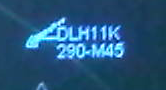
Un plot Secondaire

Le radar secondaire par lui-même ne peut distinguer l'altitude de la cible et c'est par l'interrogation qu'il l'obtient. On distingue deux types de radars secondaires :
1. Le radar secondaire classique, utilisé pour interroger les avions sur leur code (mode A), et leur altitude (Mode C) donnée par l'altimètre situé à l'intérieur de l'avion. Les réponses des avions permettent de définir leur position.
2. Les radars secondaires Mode S, qui sont une évolution des radars secondaires classiques, permettent :
  - l'interrogation sélective (donc sans ambiguïté) des avions équipés d'un transpondeur compatible Mode S, ainsi qu'un véritable échange de données entre le radar et l'avion. Il est possible de demander à l'avion toutes sortes d'informations. Un des principaux buts de l'interrogation sélective est de limiter la quantité d'ondes électromagnétiques émises dans l'atmosphère ;
  - une meilleure intégrité des données par vérification de parité ;
  - information d'altitude plus précise.

## La poursuite pour le contrôle aérien
Les radars localisent les avions et, pour les secondaires, les situent de manière spatiale. On appelle ces traces, des plots ou des comètes. À partir de ces traces, on peut fabriquer une image radar utilisée par un contrôleur aérien.
Les différents radars répartis sur un territoire ont une portée et un rayon d'action qui se chevauchent, et de ce fait, ils fabriquent chacun un plot pour un même avion. Pour qu'une image ne soit pas saturée de plots redondants, les radars envoient leurs informations à un calculateur chargé de fusionner ces plots. On obtient alors une image où les avions sont repérés par plusieurs radars, et donc assez fiable quant aux informations affichées.